# Förstakammarvalet i Sverige 1932
Förstakammarvalet i Sverige 1932 var ett val i Sverige till Sveriges riksdags första kammare. Valet hölls i den fjärde valkretsgruppen i september månad 1932 för mandatperioden 1933-1940.
Två valkretsar utgjorde den fjärde valkretsgruppen: Östergötlands län med Norrköpings stads valkrets (8 mandat) och Västernorrlands läns och Jämtlands läns valkrets (10 mandat). Ledamöterna utsågs av valmän från det landsting som valkretsarna motsvarade. För de städer som inte ingick i landsting var valmännen särskilda elektorer. Fjärde valkretsen hade 12 elektorer från Norrköpings stad.
Ordinarie val till den fjärde valkretsgruppen hade senast ägt rum 1924.

## Valresultat
| Parti                | Parti                      | Partiledare                   | Röster | Röster | Mandatfördelning | Mandatfördelning |
| Parti                | Parti                      | Partiledare                   | Antal  | +−     | Antal            | +−               |
| -------------------- | -------------------------- | ----------------------------- | ------ | ------ | ---------------- | ---------------- |
|                      | Socialdemokraterna         | Per Albin Hansson             | 73     | -4     | 9                | ▲3               |
|                      | Allmänna valmansförbundet  | Arvid Lindman                 | 46     | -1     | 5                | ▲1               |
|                      | Bondeförbundet             | Olof Olsson i Kullenbergstorp | 21     | +2     | 3                | ▼1               |
|                      | Frisinnade landsföreningen | Felix Hamrin                  | 13     | -8     | 1                | ▼3               |
| Antal giltiga röster | Antal giltiga röster       | Antal giltiga röster          | 153    | -12    | 18               |                  |

### Invalda riksdagsmän
Östergötlands län med Norrköpings stads valkrets:
- Gustaf Adolf Björkman, n
- Israel Lagerfelt, n
- David Pettersson, n
- Karl Gustaf Westman, bf
- Albert Bergström, s
- Gottfrid Karlsson, s
- Viktor Larsson, s
- Oscar Olsson, s

Västernorrlands läns och Jämtlands läns valkrets:
- Anders Olof Frändén, n
- Gustaf Velander, n
- Henrik Andersson, bf
- Leonard Tjällgren, bf
- Sam Larsson, fris
- Nils Andersson, s
- Carl Lindhagen, s
- Janne Walles, s
- Ivar Vennerström, s
- Mauritz Västberg, s